# Jerez Industrial Club de Fútbol
El Jerez Industrial Club de Fútbol és un club de futbol de la ciutat de Jerez de la Frontera, a Andalusia.

## Història
El club va ser fundat el 1951, en sis anys assolí arribar a categories nacionals. L'any 1968 pujà a Segona Divisió, però descendí immediatament.
La temporada 2008-09 el club patí problemes econòmics. Un acord amb l'Acadèmia Glenn Hoddle salvà el club de la fallida. Aquest acord finalitzà el 2011.
Evolució dels principals clubs a Jerez de la Frontera:
- Xerez Fútbol Club (1907-1932) → Jerez Club de Fútbol (1933-1946)
- Club Deportivo Jerez (1942-1947) → Jerez Club Deportivo (1947-1963) → Xerez Club Deportivo (1963-)
- Juventud Jerez Industrial Club de Fútbol (1950-1956) → Jerez Industrial Club de Fútbol (1956-)
- Xerez Deportivo FC (2013-)

## Referències

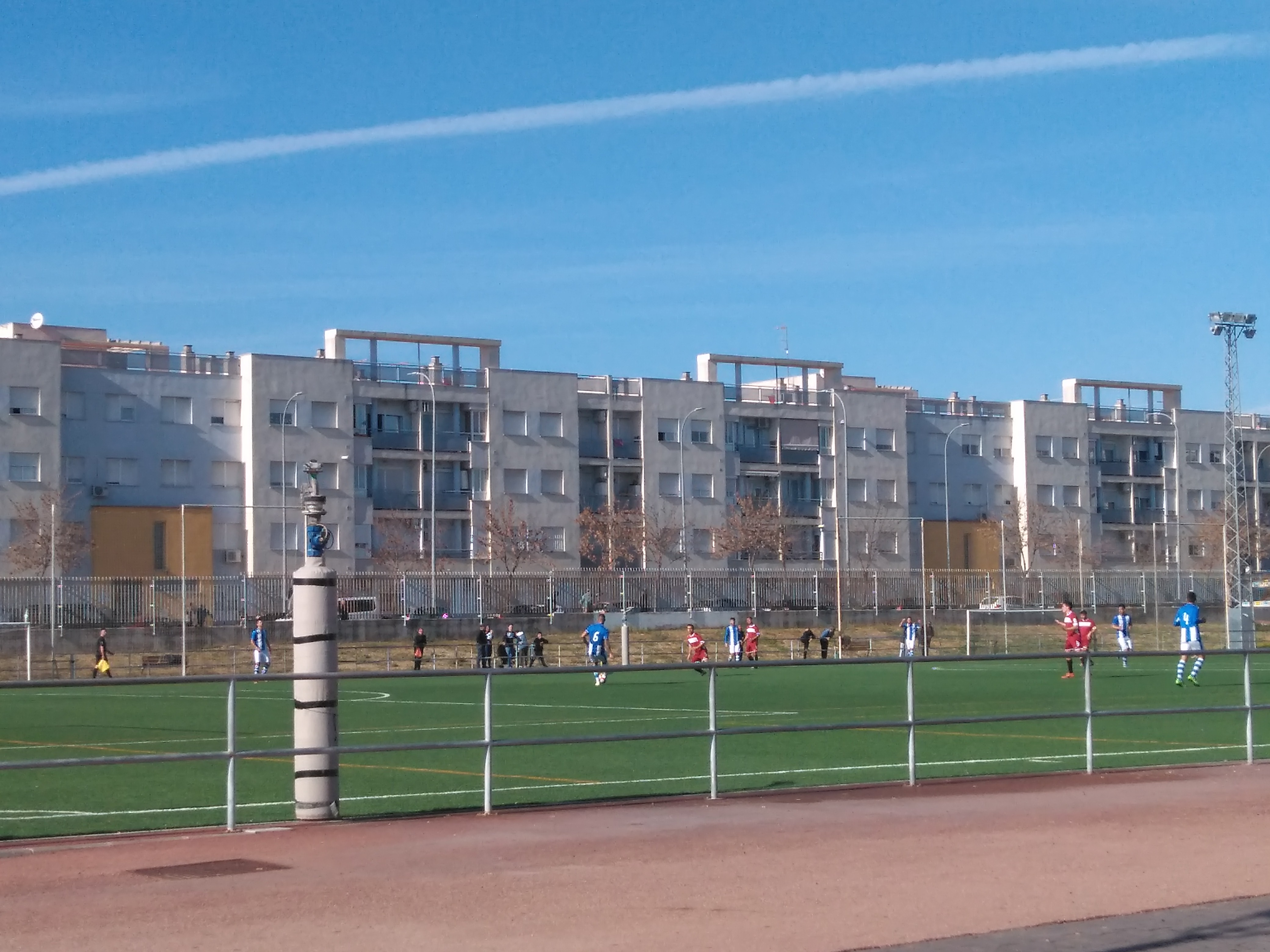
Imatge d'un partit de futbol el 2018.